# Білецький Роман
Білецький Роман (р. н. невід., с. Завалів, нині Підгаєцького району - грудень 2006) – громадський діяч, праведник народів світу.

## Біографія
Народився у с. Завалів, нині Підгаєцького району Тернопільської області.
Від липня 1943 до березня 1944 Білецькі Роман, Юліаном, Левко і Гєнко переховували 24 євреїв різного віку, які рятувалися від нацистів; усі вижили і після війни роз’їхалися в різні країни.
У 1990 році еміґрував до США (м. Рочестер); в Ізраїлі вшанований праведник народів світу. Автор споминів "Перед грозою".
У 1998 році Jewish Foundation for the Righteous організувала зустріч Роману та Юліану Білецьким із шістьма євреями, яких вони врятували в роки війни.
Помер у грудні 2006 року.